# مک‌نیر ۳۳۵۴
سیارک ۳۳۵۴ (به انگلیسی: 3354 McNair، نامگذاری:1984CW) سه هزار و سیصد و پنجاه و چهارمین سیارک کشف شده‌است که در ۸ فوریه ۱۹۸۴ کشف شد.
قدر مطلق سیارک برابر ۱۳٫۰۰ است.